# Église Sainte-Barbe de Cracovie

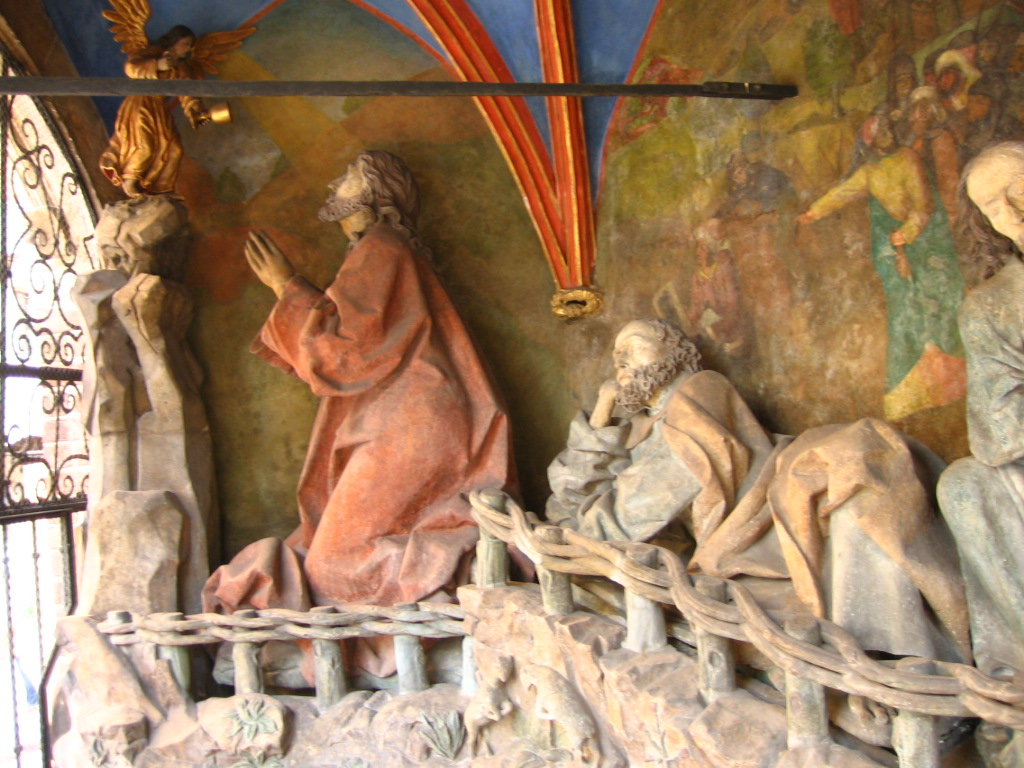
Getsemani de Veit Stoss (vers 1490)

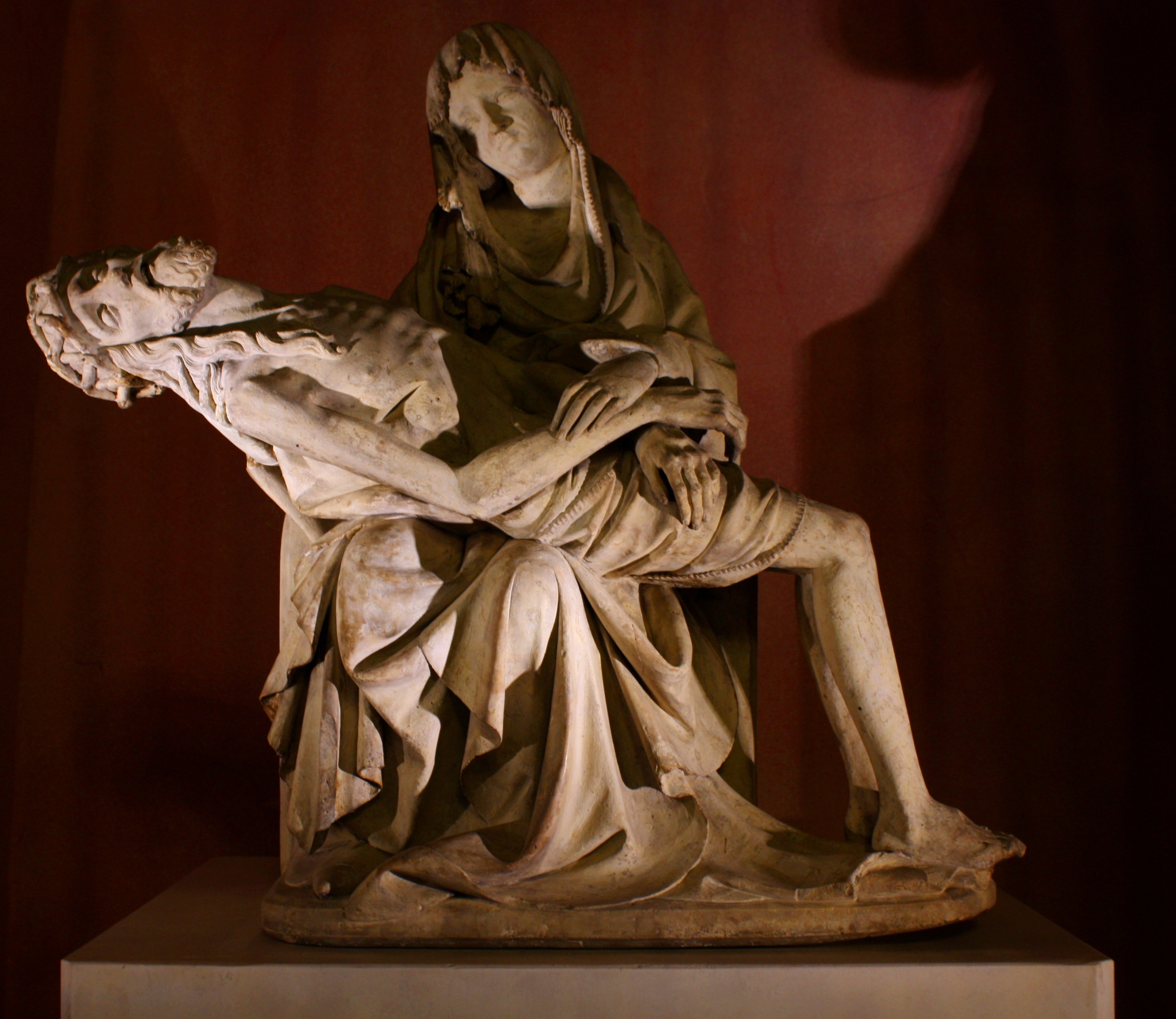
La Pièta, œuvre de Vesper (vers 1390)

Pour les articles homonymes, voir Église Sainte-Barbe.
L'église Sainte-Barbe ou Sainte Barbara (en polonais Kościół św. Barbary) à Cracovie en Pologne, est une église catholique romaine. En raison de son histoire, de son architecture et de ses trésors artistiques, c'est l'un des bâtiments les plus caractéristiques de la vieille ville de Cracovie. En lien historique étroit avec l'imposante basilique Sainte-Marie et l'ordre des Jésuites en Pologne, elle reflète l'histoire de la ville de Wawel au cours de six siècles. À quelques reprises, les propriétaires ont changé et avec eux le but et le caractère de l'édifice. Plusieurs fois repensé et enrichi d'approches d'époques différentes, gothique et baroque notamment se conjuguent pour former un ensemble pittoresque.
La place Sainte-Marie entre les églises Sainte-Barbe et Sainte-Marie est considérée par les artistes comme l'une des plus belles du vieux Cracovie. L'église Sainte-Barbe peut être vue en tout ou en partie sur de nombreux tableaux d'artistes connus.

## Historique
Les débuts de l'église se perdent dans les ténèbres de l'histoire. Selon une vieille légende de Cracovie, l'église Sainte-Barbe a été construite en même temps que l'église Sainte-Marie. 
Il est plus probable que la chapelle du cimetière construite par le citoyen de Cracovie Nikolaus Wierzynek dans le Marienkirchhof, l'actuelle place Sainte-Marie, représente l'origine de l'église d'aujourd'hui.
Dans les années 1394–1402, la chapelle à trois travées (probablement grâce aux fonds de la Fondation Reine Hedwige) a été agrandie de deux autres travées pour former l'église. A cette époque, l'église possédait déjà quatre autels latéraux en plus du maître-autel.
En raison de la croissance de la communauté allemande, les sermons en langue polonaise ont été déplacés de l'église Sainte-Marie en l'église Sainte-Barbe. En plus des sermons polonais, les services religieux des confréries opérant ici ont eu lieu dans la plus petite église.
Lors de la session d'hiver 1536/37 du Parlement polonais (Diète) à Cracovie, le roi Sigismond Ier a ordonné que les sermons en polonais soient à nouveau transférés dans la grande église Sainte-Marie. Les sermons allemands, en revanche, devaient avoir lieu dans l'église Sainte-Barbe. D'une part, c'était un témoignage de l'éveil de la confiance en soi nationale et du développement de la fierté nationale, et d'autre part, c'était aussi le résultat de la polonisation de la bourgeoisie allemande.
Après une interruption de plus de 50 ans depuis 1945, en raison de la position anti-allemande du gouvernement communiste, depuis 1997, la messe est de nouveau lue en allemand les dimanches et jours fériés dans l'église Sainte-Barbe.

## Communauté locale
L'église est aujourd'hui utilisée par les catholiques polonais et les croyants germanophones.
La congrégation de langue allemande a développé des approches œcuméniques depuis le début, car de nombreux paroissiens sont mariés de manière œcuménique. En plus des réunions communautaires mensuelles, l'accent est toujours mis sur les concerts de chorales, de musiciens et de solistes européens. Le Chœur Sainte-Barbe des deux paroisses y apporte une contribution particulière.

## Mobilier
L'église Sainte-Barbe a été restaurée à grands frais depuis 2002. En 2002, la façade a été nettoyée et en 2003, les travaux de restauration de l'intérieur ont commencé.
L'œuvre d'art la plus importante de l'église est la sculpture de Notre-Dame des Douleurs, une Pietà réalisée par le maître des belles madones de Wroclaw.

## Orgue
L'orgue a été construit en 1894 par la société de facture d'orgues Rieger. L'instrument a 16 registres sur deux claviers et une pédale. Les actions de lecture et d'arrêt sont mécaniques.
- Couplage : II / I, I / P,
- Aides de jeu : Combinaisons fixes (Forte I, Forte II, Tutti), registre crescendo

## Galerie

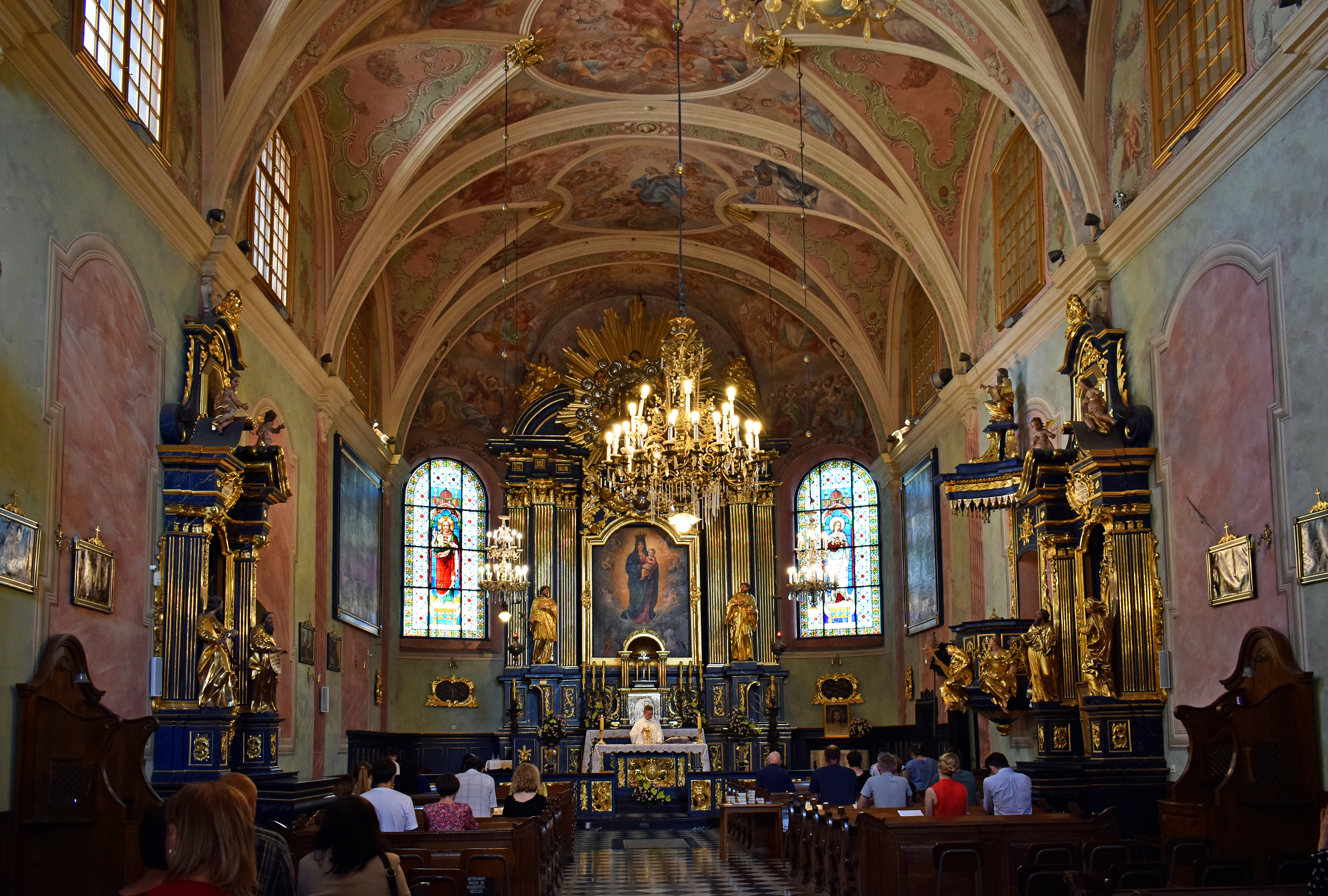
Intérieur
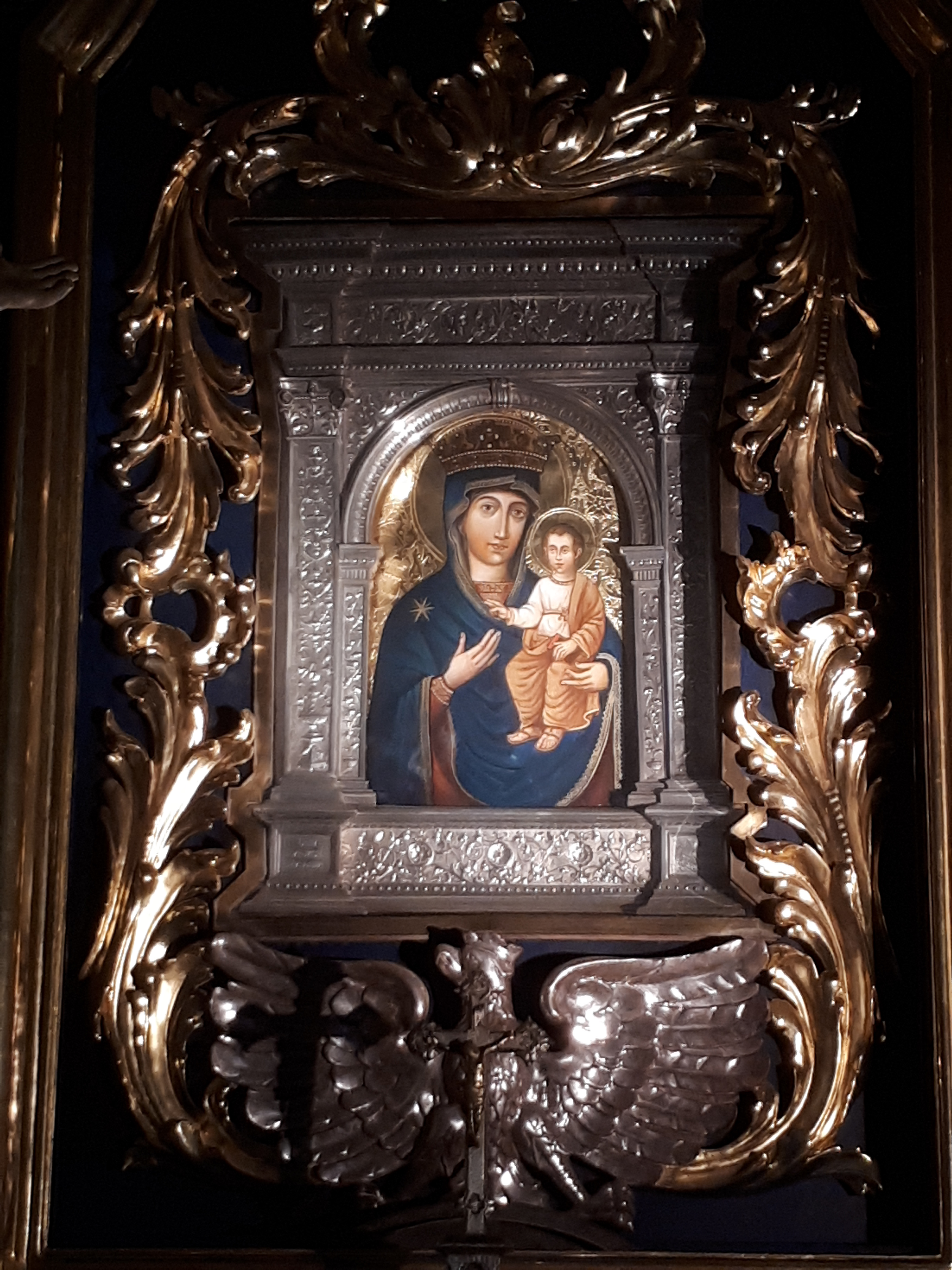
Tableau de la Vierge Marie de Jurowice.

## Référence
1. ↑  Informationen zur Orgel